# Лиманське (Мелітопольський район)
Лима́нське (з 1820 до 1978 — Кучугури) — село в Україні, у Кирилівській селищній громаді Мелітопольського району Запорізької області. Населення становить 186 осіб. До 2017 року орган місцевого самоврядування — Кирилівська селищна рада.

## Географія
Село Лиманське розташоване на півострові, який утворений  Утлюцьким та Молочним лиманами. Автошлях територіального значення Т 0820 (Якимівка — Кирилівка) утворює єдину вулицю села. Паралельно автошляху пролягає зрошувальний канал, огинаючи село Лиманське зі сходу. За 6 км на південь від Лиманського знаходиться адміністративний центр селищної громади — смт Кирилівка, за 3 км на північ — село Косих.

## Історія
Село засноване у 1820 році під назвою Кучугури. Слово  Кучугура [Архівовано 1 грудня 2015 у Wayback Machine.] означає пагорб, бугор.
9 лютого 1978 року постановою Верховної Ради УРСР село перейменоване в Лиманське.
У 2009 році в селі було облаштовано п'ять «лежачих поліцейських», з метою обмеження швидкості до 20 км/год та камери відеоспостереження, що призвело до виникнення в селі постійних транспортних заторів.
3 липня 2017 року Кирилівська селищна рада, в ході децентралізації, об'єднана з Кирилівською селищною громадою.
17 липня 2020 року, в результаті адміністративно-територіальної реформи та ліквідації Якимівського району, село увійшло до складу Мелітопольського району.

## Населення
За даними перепису населення 2001 року, у селі мешкало 186 осіб. Мовний склад населення був таким:
| Мова       | Число ос. | Відсоток |
| ---------- | --------- | -------- |
| українська | 154       | 82.80    |
| російська  | 31        | 16.67    |

## Пам'ятки
У літній час багато жителів села торгують рибою, виставляючи лотки біля автошляху Т 0820 перед своїми дворами, що перетворює все село в один величезний рибний базар.

## Галерея

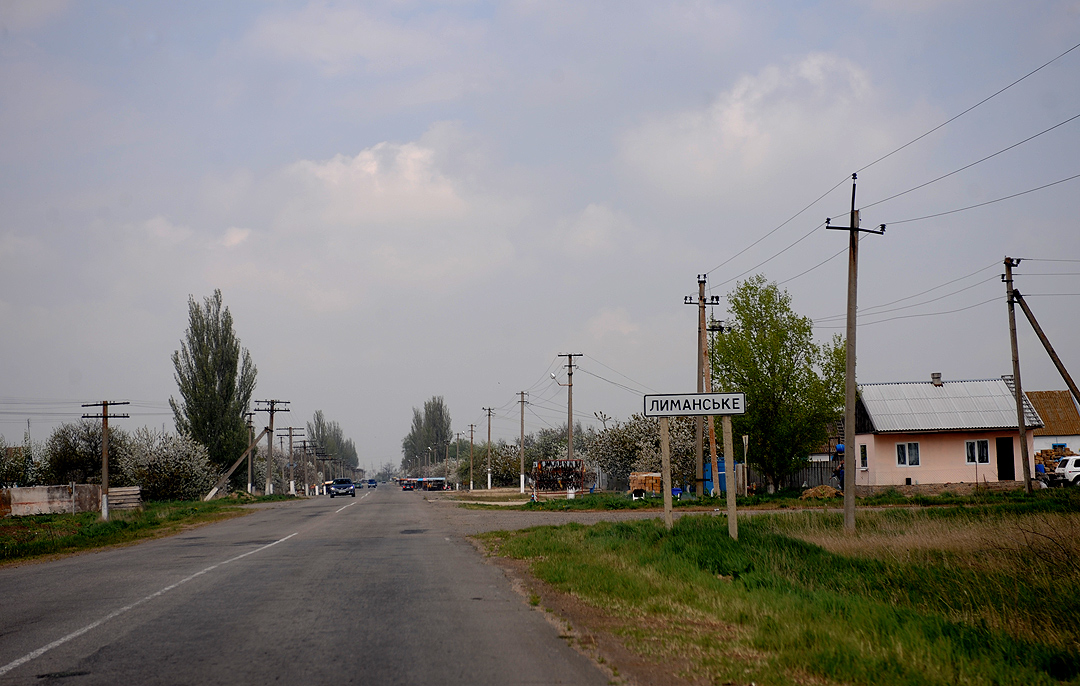
В'їзд в Лиманське
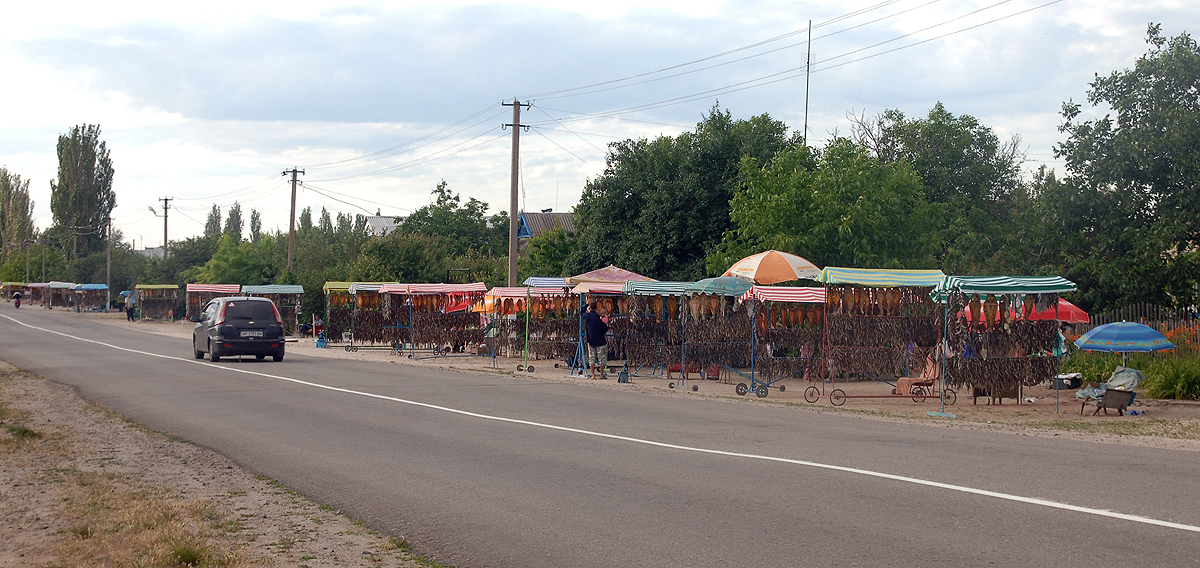
Торгівля рибою на трасі
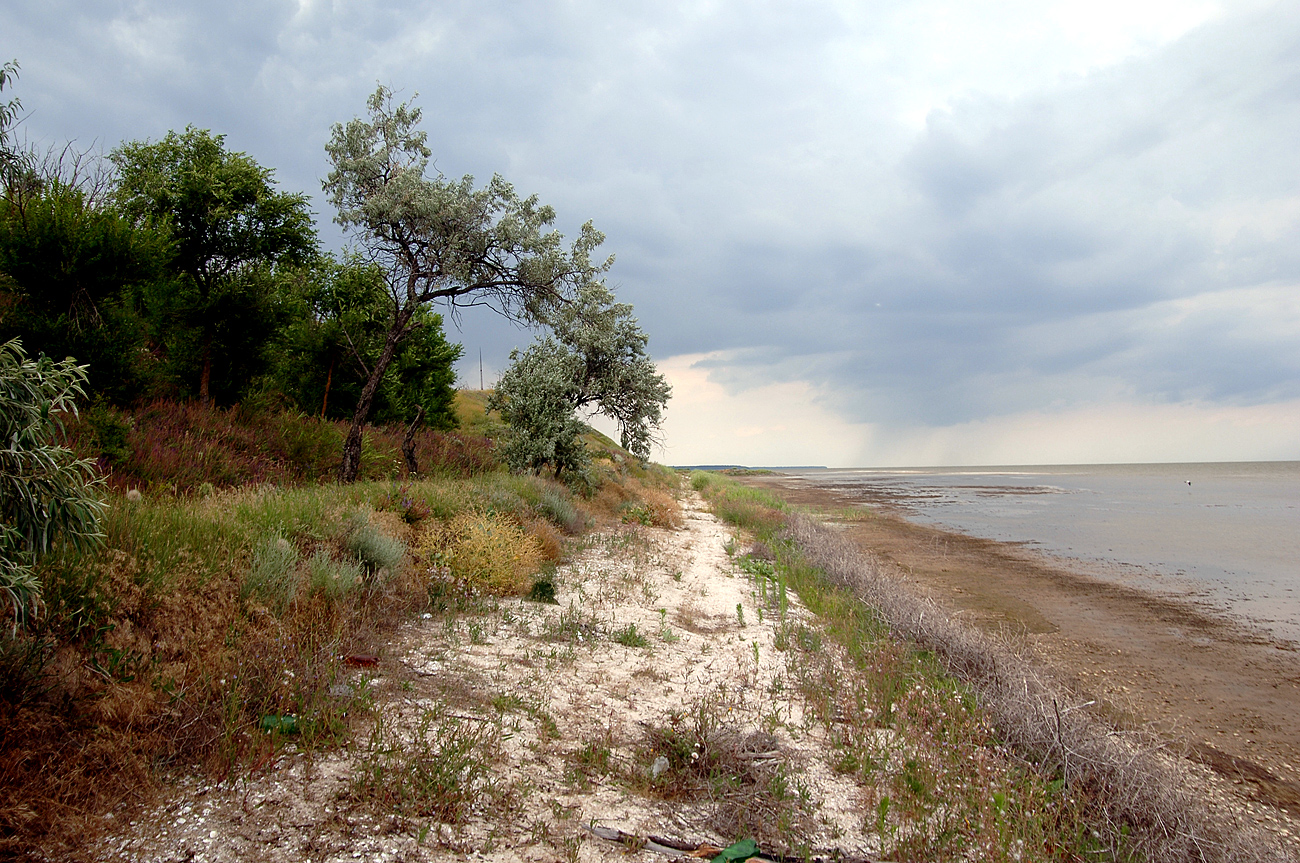
Молочний лиман біля села